# Mission (låt)
Mission är en låt av den kanadensiska progressiv rock bandet Rush. Den återfinns som den sjunde låten på albumet Hold Your Fire släppt 8 september 1987. Låten släpptes senare också som singel.
Rush spelade "Mission" 257 gånger live. Bandet spelade låten upp till 2008.